# ジョヴァンニ・カレスティーニ

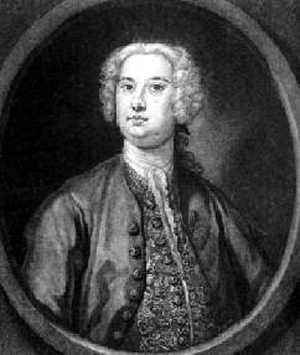
カレスティーニの肖像

ジョヴァンニ・カレスティーニ（Giovanni Carestini、1700年- 1759年）は、イタリアのカストラート歌手。クザニーノとも呼ばれた。

## 生涯

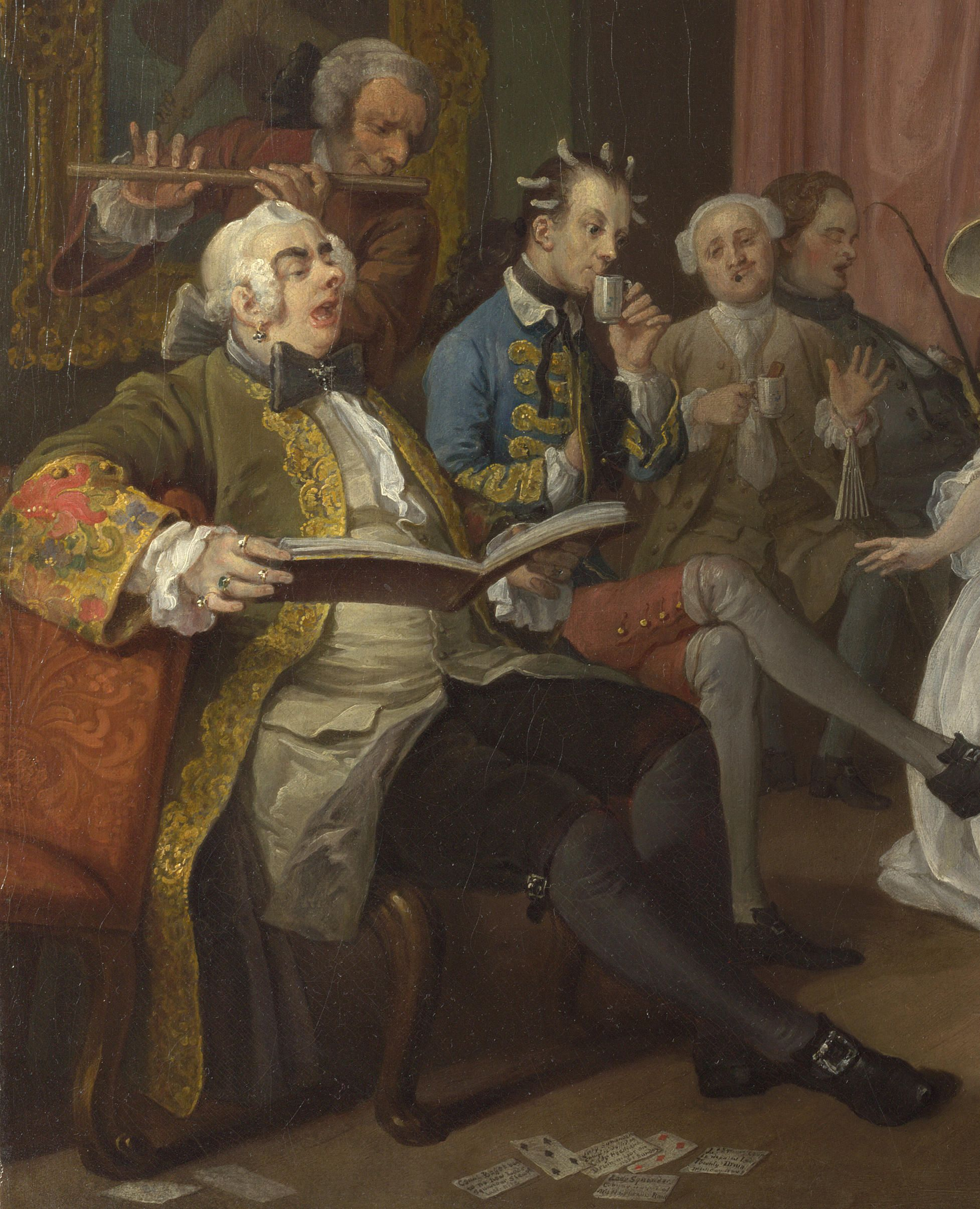
ウィリアム・ホガース『当世風の結婚』に描かれたカレスティーニかと言われる人物

カレスティーニはアンコーナ県フィロットラーノで生まれたが、12歳のときにミラノのクザーニ家 (it:Cusani (famiglia)) に引きとられたためにクザニーノという呼び名がつけられた。1719年にミラノでデビューした。1721年にローマでアレッサンドロ・スカルラッティのオペラ『グリゼルダ』で女性のコンスタンツァの役を歌った。
1723年から1725年までウィーンの宮廷に雇われた。またミラノ、ローマ、ナポリ、ヴェネツィアなどのイタリア各地でレオナルド・ヴィンチ、ニコラ・ポルポラ、ヨハン・アドルフ・ハッセ、トマゾ・アルビノーニらの作品を歌った。1731年にはミュンヘンのバイエルン選帝侯に雇われた。デビュー当時のカレスティーニはソプラノ・カストラートだったが、後にアルトに変化した。
1733年にロンドンに貴族オペラが成立し、セネジーノらの主要歌手がヘンデルのもとを離れて貴族オペラに移ったため、ヘンデルはカレスティーニをセネジーノにかわるプリモ・ウォーモとしてロンドンに招いた。カレスティーニはヘンデルのオペラ『クレタのアリアンナ』（1734年1月26日初演）のテゼオ役でデビューし、この作品は好評を得て17回上演された。翌1735年のシーズンには『アリオダンテ』と『アルチーナ』の主役を歌ったが、その後はヴェネツィアに戻った。
カレスティーニは再びイタリア各地で歌ったほか、1747年からドレスデン、1750年からベルリン、1754年からサンクトペテルブルクで活動した。帰国後ナポリのサン・カルロ劇場と契約を結んだが、間もなく引退し、1760年に没した。

## カレスティーニ関係のCD
フランスのカウンターテナー歌手フィリップ・ジャルスキーは2007年に『Carestini, the Story of a Castrato』というCDを出している（日本語タイトル『伝説のカストラート カレスティーニのためのアリア集』）。